# Конвой № 4008
Конвой № 4008 — японський конвой часів Другої світової війни, проведення якого відбувалось у жовтні 1943 року.
Вихідним пунктом конвою був атол Трук у центральній частині Каролінських островів, де ще до війни створили потужну базу японського ВМФ, з якої до лютого 1944 року провадились операції в цілому ряді архіпелагів. Пунктом призначення став розташований у Токійській затоці порт Йокосука, що під час війни був обраний як базовий для логістики Труку.
Конвой складався із двох загонів:
- судна «Чійо-Мару», «Цунесіма-Мару» (Tsuneshima Maru) та «Санко-Мару» прямували разом з «Чоан-Мару № 2 Го», яке тривалий час займалось ескортуванням і лише за тиждень до цього перекласифіковане у транспорт із допоміжного канонерського човна. Додаткова охорона складалася з мисливця за підводними човнами CH-12 та флотського кабелеукладального судна «Хацусіма» (можливо відзначити, що останнє під час війни перетворили на мінний загороджувач зі встановленням скидачів глибинних бомб);
- судна «Манджу-Мару», «Тайян-Мару» та «Татебе-Мару» рухались під охороною кайбокана (фрегата) «Фукує» та переобладнаного мисливця за підводними човнами «Такунан-Мару № 10».

Конвой вийшов у море вранці 8 жовтня 1943 року. На підходах до Труку традиційно діяли американські підводні човни, що вимагало підсиленої охорони на цій ділянці маршруту. Утім, її проходження пройшло успішно і вранці 9 жовтня CH-12 та «Хацусіма» полишили конвой. 10 жовтня судна першого загону прибули на Сайпан (Маріанські острови), де до них приєдналось «Муко-Мару», що раніше рухалось у конвої № 4926, який зайшов на Сайпан після торпедування одного з транспортів.
11 жовтня 1943 року перший загін рушив із Сайпану, а 13 жовтня об'єднався із другим загоном конвою. Є відомості, що певний час — до 15 жовтня — додаткову охорону забезпечував допоміжний мисливець за підводними човнами CHa-1. У підсумку конвою № 4008 вдалось успішно подолати райони поблизу островів Оґасавара та біля східного узбережжя Японського архіпелагу, де також традиційно діяли американські підводні човни, і 19 жовтня він без втрат досягнув Йокосуки.